# Suad Šehović
Pour les articles homonymes, voir Šehović.
Suad Šehović (en serbe : Суaд Шеховић), né le 19 février 1987, à Bijelo Polje, en République socialiste du Monténégro, est un joueur monténégrin de basket-ball. Il évolue au poste d'arrière. 

## Palmarès
- Champion du Monténégro 2014, 2015, 2016, 2017, 2019, 2021
- Vainqueur de la coupe du Monténégro : 2014, 2015, 2016, 2017, 2018, 2019, 2020, 2021
- Vainqueur de la coupe de Bosnie-Herzégovine 2009, 2010
- Vainqueur de la coupe de Slovénie 2011